# Microregiunea Szekszárd
Microregiunea Szekszárd (în maghiară Szekszárdi kistérség) a fost o microregiune statistică (kistérség) din județul Tolna, Ungaria.
Cu o populație de 83.461 locuitori și o suprafață de 1.031,70 km2, aceasta a existat până în 2014, când în Ungaria, microregiunile ”kistérségek” au fost înlocuite de districte (járások).